# Prêmios Mulheres Visionárias do Instituto Anita Borg
Os Prêmios Mulheres Visionárias do Instituto Anita Borg (em inglês:  Anita Borg Institute Women of Vision Awards condecoram mulheres de destaque em tecnologia. São apresentados três prêmios pela AnitaB.org a cada ano, reconhecendo mulheres nas categorias Inovação, Liderança e Impacto Social.

## Recipientes
| Ano  | Inovação         | Liderança            | Impacto Social      |
| ---- | ---------------- | -------------------- | ------------------- |
| 2005 | Radia Perlman    | Janie Tsao           | Pamela Samuelson    |
| 2007 | Deborah Estrin   | Duy-Loan Le          | Leah Jamieson       |
| 2008 | Helen Greiner    | Susan Landau         | Justine Cassell     |
| 2009 | Yuqing Gao       | Jan Cuny             | Mitchell Baker      |
| 2010 | Kathleen McKeown | Kristina M. Johnson  | Lila Ibrahim        |
| 2011 | Mary Lou Jepsen  | Chieko Asakawa       | Karen Panetta       |
| 2012 | Sarita Adve      | Jennifer Tour Chayes | Sarah Revi Sterling |
| 2013 | Maja Matarić     | Genevieve Bell       | Vicki Hanson        |
| 2014 | Tal Rabin        | Maria Klawe          | Kathrin Winkler     |

Em 2015 o prêmio foi atualizado para incluir o Student of Vision Award. Também foi incluído o Technology Entrepreneurship.
| Ano  | Student of Vision        | Liderança          | Technology Entrepreneurship |
| ---- | ------------------------ | ------------------ | --------------------------- |
| 2015 | Camila Fernandez Achutti | Julie Larson-Green | Kamakshi Sivaramakrishnan   |
| 2016 | Alyssia Jovellanos       | Michele Guel       | Pooja Sankar                |